# Пилот
Вижте пояснителната страница за други значения на пилот.
Пилот е квалификация или професия на човек, който управлява летателен апарат. В този случай често се използва и популярното летец или авиатор – по-старо и първоначално прието наименование на първите хора професионално управлявали самолет (аероплан). Пилотите обикновено управляват летателни апарати привеждани в движение и полет с двигатели като самолети (пътнически или военни), вертолети, дирижабли, мотоделтаплани. За тези, които управляват летателни апарати без двигател, по-често се използва наименованието летец.
Шофьорите на високоскоростни състезателни автомобили, независимо от моделите на моторно превозно средство и трасетата на движение, също са наричани пилоти.